# Lis Jacobsen

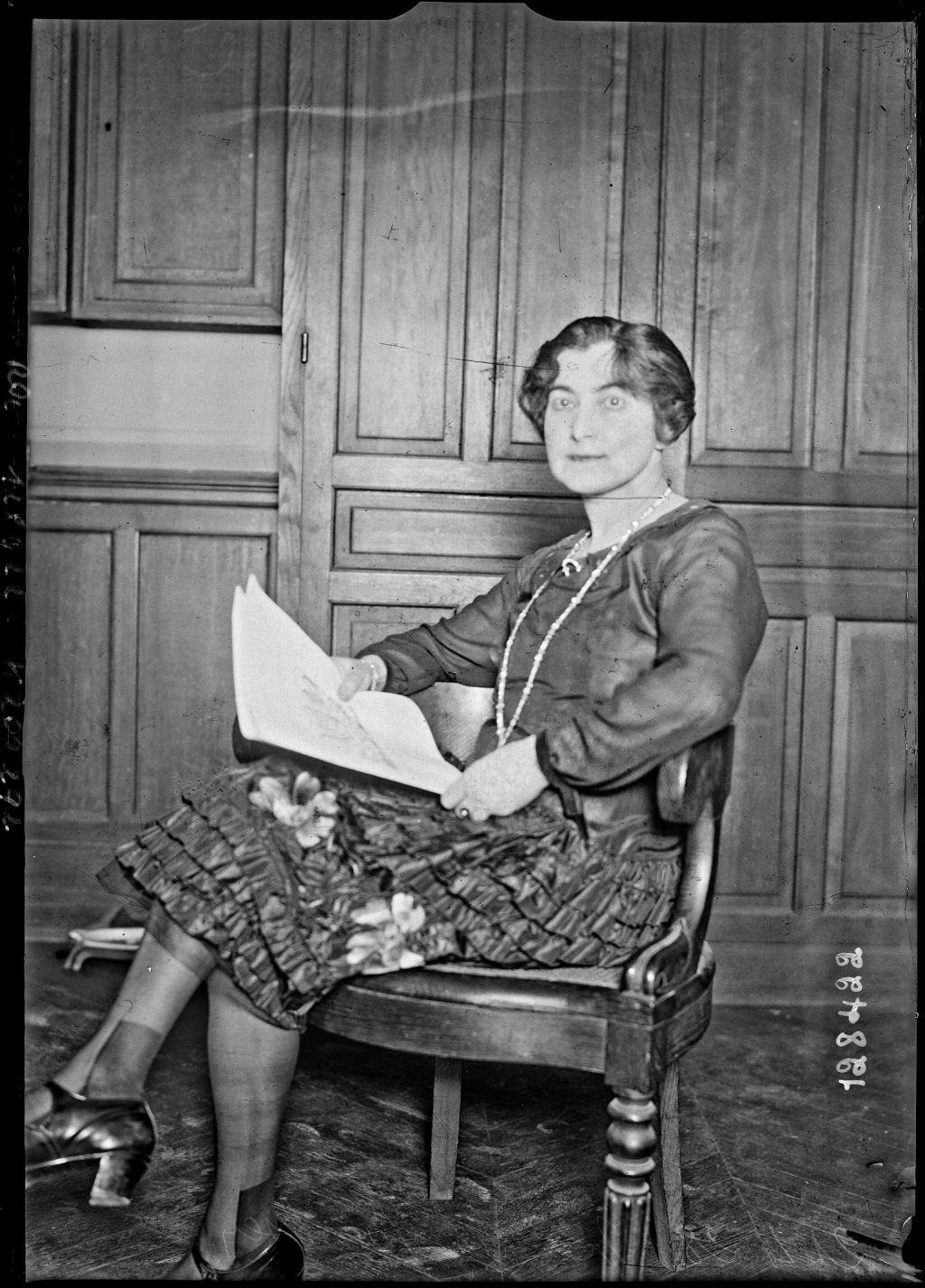
Lis Jacobsen (1928)

Elisabeth (Lis) Jacobsen, geborene Rubin (* 29. Januar 1882 in Kopenhagen; † 18. Juni 1961 in Hellerup), war eine dänische Philologin und Autorin, aber auch als Historikerin, Runologin und Übersetzerin tätig. Sie ist in erster Linie für ihre Forschungen und Veröffentlichungen zur Geschichte der dänischen Sprache bekannt; unter anderem veröffentlichte sie eine umfassende Analyse aller bekannten Runeninschriften in Dänemark.

## Leben
Elisabeth Rubin wuchs als Tochter von Marcus Rubin (1854–1923), Direktor der dänischen Nationalbank, und seiner Frau Kaja Davidsen (1854–1909) in einer wohlhabenden jüdischen Familie auf. Nach dem Abitur an der N. Zahles Skole im Jahr 1900 schloss sie 1903 eine Ausbildung zur Lehrerin ab. Im selben Jahr heiratete sie den Historiker Jacob Peter Jacobsen (* 1869) und in den folgenden zwei Jahren kamen ihre Töchter Grete (* 1904) und Karen (* 1905) zur Welt, von denen eine taub geboren wurde.
1904 begann Lis Jacobsen ein Studium der skandinavischen Philologie an der Universität Kopenhagen, wo sie 1907 für ihren Aufsatz Naar og hvorledes har det fællesnordiske Sprog spaltet sig i forskellige Grene („Wann und wie sich die gemeinsame nordische Sprache in verschiedene Zweige aufspaltete“) die Goldmedaille der Universität erhielt. Nach ihrem Magisterabschluss 1908 promovierte sie 1910 als erste Frau Dänemarks in nordischer Philologie mit einer Arbeit mit dem Titel Studier til det danske Rigssprogs Historie fra Eriks Lov til Chr. III.s Bibel („Studien zur Geschichte der dänischen Sprache von Eriks Gesetzesbuch bis zur Bibel von Christian III.“). Ab 1911 spielte Jacobsen eine wichtige Rolle auf allen Gebieten der Forschung über die dänische Sprache.
Ihr Mann starb bereits 1918 an Tuberkulose, sodass sie als 36-Jährige eine Witwe mit zwei jugendlichen Töchtern wurde.
Aufgrund ihrer jüdischen Herkunft wurde sie während der deutschen Besatzung Dänemarks verfolgt und hielt sich von 1943 bis 1945 als Flüchtling in Schweden auf.
Lis Jacobsen starb 1961 und ist auf dem Friedhof von Sindbjerg bei Vejle begraben.

## Wirken
Als Lis Jacobsen erkannte, dass die weitere Erforschung der dänischen Sprache aufgrund des Fehlens geeigneter Textausgaben und Wörterbücher an ihre Grenzen stieß, gründete sie 1911 mit Unterstützung von Kristian Erslev und Carl S. Petersen die „Gesellschaft für dänische Sprache und Literatur“ (Det danske sprog- og litteraturselskab, DSL), die sie bis 1931 leitete und bei der sie danach bis 1951 als Geschäftsführerin fungierte. Die DSL gewann durch die Veröffentlichung zahlreicher Werke Jacobsens an Bedeutung.
In Zusammenarbeit mit Harald Juul-Jensen (1882–1949) organisierte Jacobsen die Herausgabe eines von Verner Dahlerup begonnenen umfassenden dänischen Wörterbuchs unter dem Titel Ordbog over det danske Sprog, das von 1919 bis 1956 in 28 Bänden erschien. 1934 gründete sie die „Dänische Gesellschaft für Altertums- und Mittelalterstudien“ (Dansk selskab for oldtids- og middelalderforskning, kurz DSOM, auch Societas Danica Indagationis Antiquitatis et Mediiaevi genannt).
Nach einem Handbuch zu den dänischen Runendenkmälern (De danske Runemindesmærker. Haandudgave ved Lis Jacobsen, 1914) und mehreren monographischen Arbeiten zur Runologie veröffentlichte sie 1942 mit Unterstützung der Carlsberg-Stiftung und in Zusammenarbeit mit Erik Moltke Danmarks Runeindskrifter („Dänemarks Runeninschriften“), ein dreibändiges Werk mit Beschreibungen, Fotografien aller erhaltenen Runensteine, Abbildungen zerstörter Runensteine, sofern vorhanden, Karten und einem Index.
Nach dem Zweiten Weltkrieg organisierte und initiierte Jacobsen weitere wichtige Werke, darunter Nordisk Kultur („Nordische Kultur“) und Kulturhistorisk Leksikon for nordisk Middelalder („Kulturhistorisches Lexikon für das nordische Mittelalter“), das in 22 Bänden von 1956 bis 1979 erschien. 1952 begann sie mit der Arbeit an dem populären Nudansk Ordbog („Wörterbuch des modernen Dänisch“) und 1957 mit Synonymordbogen („Das Synonymwörterbuch“).

## Auszeichnungen
Im Jahr 1928 wurde sie mit dem Wissenschafts- und Kulturpreis Tagea Brandts Rejselegat ausgezeichnet. 1952 wurde sie Corresponding Fellow der Medieval Academy of America. Im selben Jahr erhielt sie den schwedischen Wasaorden und 1958 die Verdienstmedaille in Gold von Kungliga Vitterhets Historie och Antikvitets Akademien.

## Veröffentlichungen
Eine Bibliographie mit ihren Werken befindet sich in einer 1952 ihr zu Ehren herausgegebenen Festschrift.

### Philologische Studien (Auswahl)
- Kvinde og Mand. En Sprogstudie fra dansk Middelalder, Kopenhagen: Gyldendal 1912, überarbeitete Auflage 1927 (dänisch).
- Dansk Sprog. Kritik og Studier, 1927 (dänisch, Sammlung von Aufsätzen).
- Svenskevældets Fald. Studier til Danmarks Oldhistorie i filologisk og runologisk lys, Kopenhagen 1929 (dänisch).

### Herausgabe von Quellentexten (Auswahl)
- Guterlov og Gutersaga, Kopenhagen: Schønberg 1910 (dänische Übersetzung).
- Peder Palladius’ danske Skrifter, 5 Bände, 1911–1926 (dänisch).
- mit Erik Moltke (Hrsg.): Danmarks Runeindskrifter. Ejnar Munksgaards Forlag, Kopenhagen 1942 (dänisch, Register online zugänglich).

### Herausgabe von Wörterbüchern und Lexika (Auswahl)
- Nudansk Ordbog (Politikens Blå Ordbøger), Kopenhagen: Politikens Forlag 1953 (dänisch).
- Kulturhistorik leksikon for nordisk middelalder, fra vikingetid til reformationstid, Kopenhagen: Rosenkilde og Bagger 1956 (dänisch).